# Nerántza
Nerántza (Nerantza) är en ort i Grekland.   Den ligger i prefekturen Nomós Korinthías och regionen Peloponnesos, i den sydöstra delen av landet, 80 km väster om huvudstaden Aten. Nerántza ligger 21 meter över havet och antalet invånare är 636.
Terrängen runt Nerántza är kuperad åt sydväst, men österut är den platt. Havet är nära Nerántza åt nordost.Runt Nerántza är det tätbefolkat, med 331 invånare per kvadratkilometer. Närmaste större samhälle är Korinth, 15,6 km öster om Nerántza. 